# 白河厚生総合病院
白河厚生総合病院（しらかわこうせいそうごうびょういん）は、福島県白河市にある、JA福島厚生連が運営する医療機関。全国厚生農業協同組合連合会の病院の一つである。

## 沿革
- 1944年（昭和19年） - 福島県農業会 白河厚生病院開院[1]。
- 1947年（昭和22年） - 福島県厚生連白河厚生病院に改称。
- 1957年（昭和32年） - 旧医療法の規定により総合病院となり現名称になる。
- 1960年（昭和35年） - 福島県厚生連白河高等看護学院開校。
- 2008年（平成20年） - 現在の位置に新築移転。
- 2016年（平成28年） - 福島県立医科大学寄附講座白河総合診療アカデミー開始。

## 診療科目
| - 内科 - 第一内科（消化器内科） - 第二内科（循環器内科） - 第三内科（代謝・内分泌内科） - 呼吸器学 - 小児科 - 心療内科 - 外科 - 整形外科 - 脳神経外科 - 産婦人科 - 眼科 - 耳鼻咽喉科 - 皮膚科 - 泌尿器科 - 放射線科 - 麻酔科 - 心臓血管外科 - 神経内科 - 病理診断科 - 総合診療科 |

## 指定・認定
- 保険医療機関
- 福島県災害拠点病院
- がん診療連携拠点病院
- エイズ治療拠点病院
- 臨床研修指定病院
- DPC対象病院
- 労災指定医療機関
- 育成更生養育医療指定医療機関
- 生活保護法指定医療機関
- 周産期母子医療センター

## 交通アクセス
- 東日本旅客鉄道白河駅前よりタクシーで5分、または新白河駅前よりタクシーで10分[2]
- 白河駅、新白河駅より無料巡回バスあり[3]
- 東北自動車道白河中央スマートIC（ETC専用）から約1分、白河ICから約10分、矢吹ICから約15分[2]